# Clara Horton

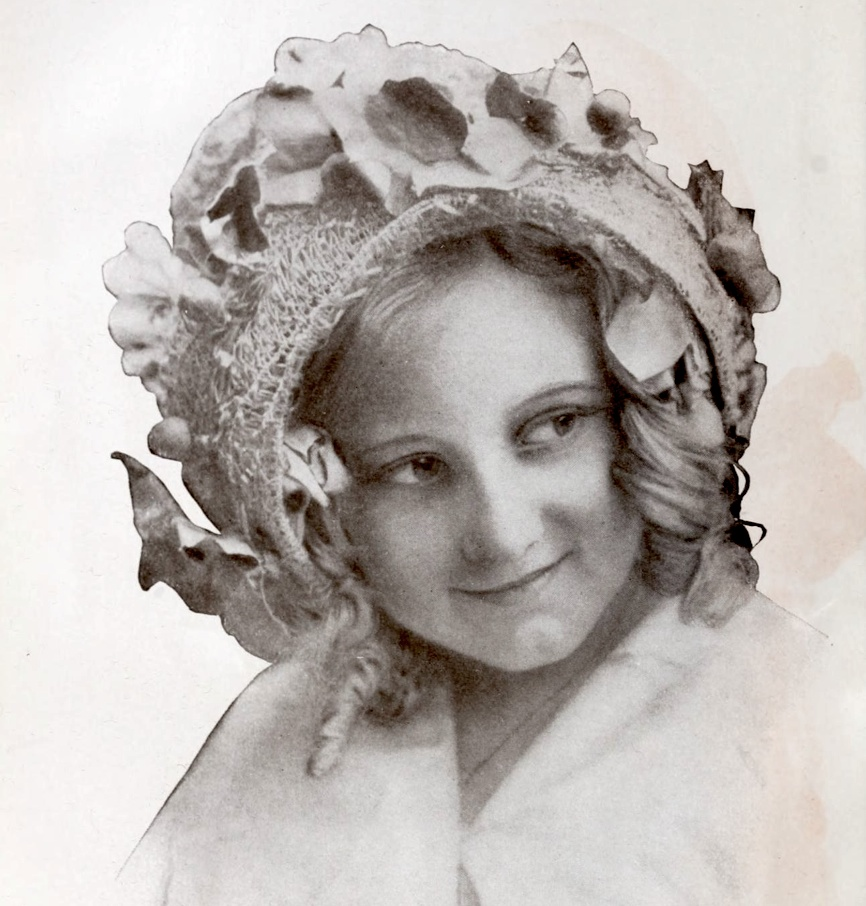
Clara Horton, por Eclair, en 1914.

Clara Horton (29 de julio de 1904-4 de diciembre de 1976) fue una actriz estadounidense que trabajó durante la era de cine mudo. Empezó a trabajar como actriz infantil y apareció en 88 películas entre 1912 y 1942. Esta enterrada en Rose Hills Memorial Park.

## Filmografía selecta
| Año  | Título                                | Papel                   | Notas                                          |
| ---- | ------------------------------------- | ----------------------- | ---------------------------------------------- |
| 1912 | The Homecoming                        | Little Miss Langdon     |                                                |
| 1912 | Darling of the Mounted                | Little Clara            |                                                |
| 1913 | The Spectre Bridegroom                | Master Van Altenberg    |                                                |
| 1913 | The Little Mother of Black Pine Trail | Marie                   |                                                |
| 1914 | The Greatest of These                 | Peter's Little Friend   |                                                |
| 1914 | The Violinist                         | Ethel, de 7 años        |                                                |
| 1915 | The Little Band of Gold               |                         |                                                |
| 1915 | The Vengeance of Guido                |                         |                                                |
| 1916 | Under the Lion's Paw                  |                         |                                                |
| 1916 | Us Kids                               |                         |                                                |
| 1917 | The Plow Woman                        | Mary, de niña           |                                                |
| 1917 | Tom Sawyer                            | Becky Thatcher          |                                                |
| 1918 | Huck and Tom                          | Becky Thatcher          |                                                |
| 1918 | The Yellow Dog                        | Kate Cummings           |                                                |
| 1919 | The Winning Girl                      | Vivian Milligan         | Película perdida                               |
| 1919 | The Girl from Outside                 | June Campbell           |                                                |
| 1919 | Everywoman                            | Joven                   | Película perdida                               |
| 1919 | Almost a Husband                      | Jane Sheldon            | Película perdida                               |
| 1920 | The Little Shepherd of Kingdom Come   | Margaret                | Película perdida                               |
| 1920 | Blind Youth                           | Bobo                    |                                                |
| 1921 | The Servant in the House              | Mary, la hija de Manson | Película perdida                               |
| 1921 | Action                                | Molly Casey             | Título alternativo: Let's Go, Película perdida |
| 1922 | Penrod                                | Marjorie Jones          | Película perdida                               |
| 1923 | Mind Over Motor                       | Bettina Bailey          |                                                |
| 1923 | Judy Punch                            | Judy Wilcox             |                                                |
| 1924 | Wrongs Righted                        |                         |                                                |
| 1925 | The Wheel                             | Nora Malone             |                                                |
| 1925 | All Around Frying Pan                 | Jean Dawson             |                                                |
| 1926 | The Broadway Gallant                  | Helen Stuart            |                                                |
| 1926 | Beyond the Trail                      | Clarabell Simpkins      |                                                |
| 1927 | The Fortune Hunter                    | Betty Graham            | Película perdida                               |
| 1927 | Sailor Izzy Murphy                    | Cecile                  | Película perdida                               |
| 1936 | Bengal Tiger                          | Secretaria de Hospital  | Sin acreditar                                  |
| 1938 | Girls on Probation                    | Prisonera               | Sin acreditar                                  |
| 1942 | Who Is Hope Schuyler?                 | Secretaria              | Sin acreditar                                  |
| 1942 | Time to Kill                          | Sirvienta               | Sin acreditar                                  |